# Vesperian Sorrow
A Vesperian Sorrow amerikai szimfonikus black metal zenekar, 1994-ben alakult a texasi Austin-ban. Eredetileg Unholy Descent volt a nevük, 1997-ben Vesperian Sorrow-ra változtatták. 1998-as demójuk az együttes eredeti nevét viseli. Kristoph dobos-billentyűs szerint az együttes neve „esti bánatot” jelent. 2019-ben szerződést kötöttek a svéd Black Lion Records kiadóval. A legtöbb black metal együttestől eltérően a zenekar szövegeinek témái a bánat, a sötétség és a szomorúság.

## Tagok
- Jake - ének
- Kristoph - dob, billentyűk
- William - gitár
- JZD - gitár
- Ethan - basszusgitár, vokál

## Korábbi tagok
- Justin M - basszusgitár, vokál
- Tony C - basszusgitár
- Mike V - billentyűk, akusztikus gitár
- Matthias - billentyűk
- Corinne Alexandria - billentyűk

## Diszkográfia
- Unholy Descent (demó, 1998)
- Beyond the Cursed Eclipse (1999)
- Psychotic Sculpture (2001)
- Regenesis Creation (2006)
- Stormwinds of Ages (2012)